# Tongyong pinyin
El tongyong pinyin (en chino, 通用拼音; pinyin, Tōngyòng pīnyīn; literalmente, ‘fonetización universal’) es un sistema de romanización (transcripción al alfabeto latino) del chino mandarín, desarrollado en Taiwán como una versión alternativa al sistema hanyu pinyin, habitualmente abreviado como pinyin. El tongyong pinyin era de uso oficial en la República de China (Taiwán) hasta 2008.

## Historia
El sistema ha tenido varias versiones diferentes y fue desarrollado principalmente por Yu Bo-cyuan (Yu Boquan, en hanyu pinyin) en el año 1998. El 7 de octubre de 2000, el Ministerio de Educación de la República de China (Taiwán) presentó el borrador de propuesta para hacer del tongyong pinyin el sistema oficial de romanización del chino en Taiwán. En octubre del año 2002, el Gobierno de la isla aprobó el uso oficial del sistema, aunque algunas autoridades locales, como las de la capital Taipéi, adoptaron el hanyu pinyin.
En el año 2009 el gobierno de la República de China lo sustituyó por el hanyu pinyin.

## Características
El sistema tongyong pinyin es bastante similar al hanyu pinyin utilizado por la República Popular China. Las principales diferencias están en que el tongyong pinyin no utiliza algunas consonantes muy características del hanyu pinyin como la q, la x y el dígrafo zh, utilizando c, s y jh para estos casos. Además, la llamada "rima vacía", el débil sonido vocálico en las sílabas si, shi, ci, zi, chi, zhi y ri (en hanyu pinyin), se representa como ih, de manera similar al uso en Wade-Giles, con lo que dichas sílabas pasan a ser sih, shih, cih, zih, chih, jhih, rih, respectivamente. Las sílabas que en hanyu pinyin se representan como wen, weng y feng se convierten en wun, wong y fong en el tongyong pinyin, mientras que la combinación iong del hanyu pinyin se escribe siempre yong en tongyong pinyin (por ejemplo, syong en lugar de xiong). Los sonidos finales de sílaba iou y uei se representan normalmente completos en tongyong pinyin, a diferencia de la norma del hanyu pinyin, que reduce estas combinaciones a iu y ui. La otra diferencia importante es que el tongyong pinyin no utiliza la vocal "ü" en ningún caso, siendo remplazada por el dígrafo yu. Esta característica es presentada como una ventaja del sistema por algunos partidarios, dada la dificultad de introducir la vocal "ü" desde muchos teclados de ordenador y otros dispositivos electrónicos.

## Controversia
El desarrollo del tongyong pinyin ha estado rodeado de motivaciones políticas, debidas al profundo rechazo que tradicionalmente han suscitado en Taiwán las reformas lingüísticas llevadas a cabo por las autoridades de la China continental, como los caracteres simplificados. El sistema utilizado de manera habitual en Taiwán para la representación fonética del mandarín es el zhuyin fuhao, que no utiliza el alfabeto latino. Debido a ello, la transcripción al alfabeto latino de los nombres propios chinos en Taiwán ha estado en gran medida al margen de regulaciones oficiales, predominando hasta épocas recientes el uso del sistema Wade-Giles, de origen británico, aunque con frecuentes omisiones de apóstrofos y otros errores que hacen en muchos casos irreconocible la forma fonética china original. Esta situación de caos en la transcripción de los nombres chinos en Taiwán ha llevado a las autoridades de la isla a promover un estándar unificado, desatando una polémica en la que las diferentes fuerzas políticas de Taiwán han tomado posiciones enfrentadas.
Los principales defensores del sistema tongyong pinyin han estado en el Partido Democrático Progresista, ideológicamente vinculado al independentismo taiwanés, y al que pertenece el antiguo presidente de la República de China Chen Shui-bian. Sin embargo, el principal partido de la oposición, el Partido Nacionalista Chino o Kuomintang, ha defendido la adopción del sistema hanyu pinyin por el carácter internacional de este, adoptado como estándar por las Naciones Unidas y por la inmensa mayoría de las publicaciones académicas y medios de comunicación en Occidente. Según los partidarios del uso del hanyu pinyin, el supuesto "origen comunista" de este sistema es irrelevante, pues no se trata más que de una herramienta para transcribir el chino a un alfabeto ajeno a la cultura china. La adopción de este sistema no tendría las connotaciones culturales de los caracteres simplificados, la otra gran reforma lingüística llevada a cabo por el Partido Comunista de China en la China continental, y sería lo más práctico teniendo en cuenta la difusión actual del hanyu pinyin. Frente a esta postura, los defensores del tongyong pinyin señalan defectos del hanyu pinyin y defienden la necesidad de mejorar ese sistema para su uso en Taiwán. Además, muchos de los partidarios del tongyong pinyin consideran que este puede ser fácilmente adaptado para representar los otros dialectos chinos, min del sur y hakka, hablados en Taiwán, aunque esta afirmación ha sido ampliamente cuestionada ya que el actual tongyong pinyin solo cubre la representación fonética del mandarín.
El carácter profundamente político de esta controversia se revela en las diferentes actitudes hacia la representación latina de los nombres chinos en diversas partes de Taiwán. Así, la capital Taipéi, cuyo gobierno municipal se encuentra controlado por el Kuomintang, utiliza en la señalización urbana el sistema hanyu pinyin mientras que en otras ciudades de la isla (incluyendo algunas ciudades aledañas a Taipéi) se utiliza el tongyong pinyin.

## Imágenes

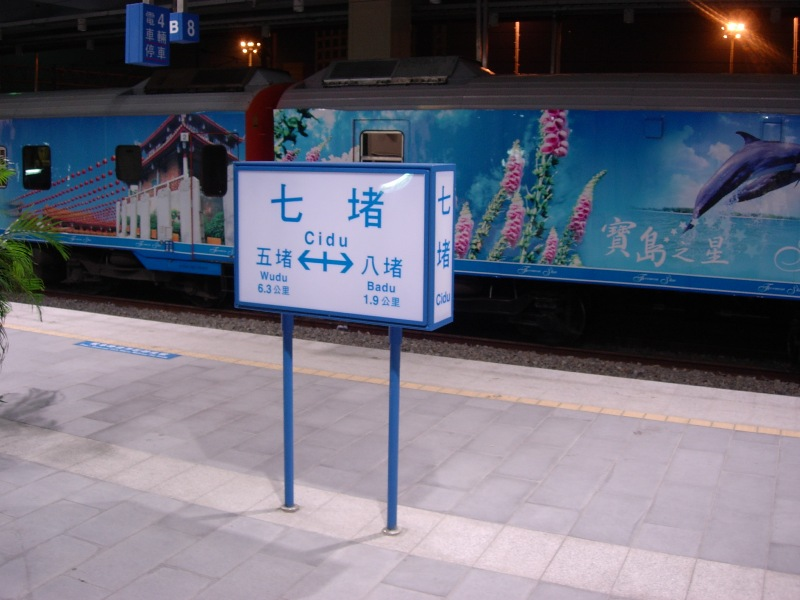
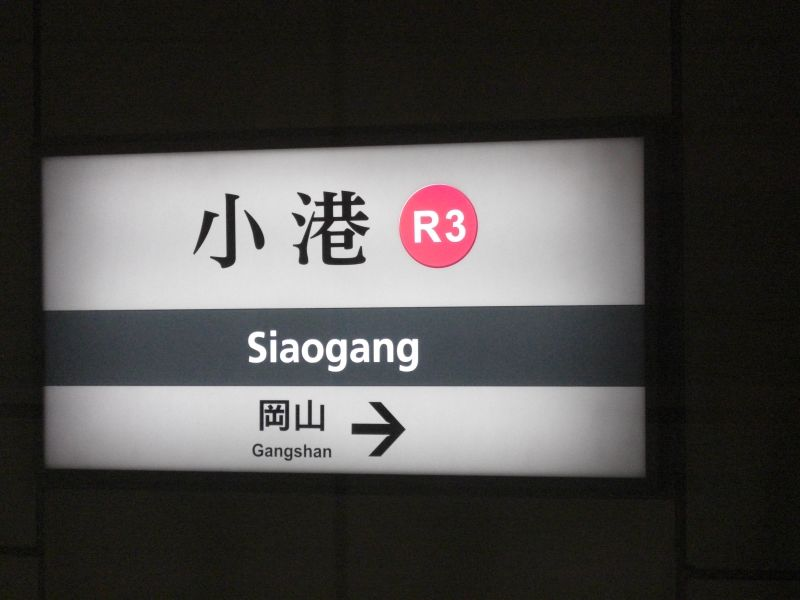
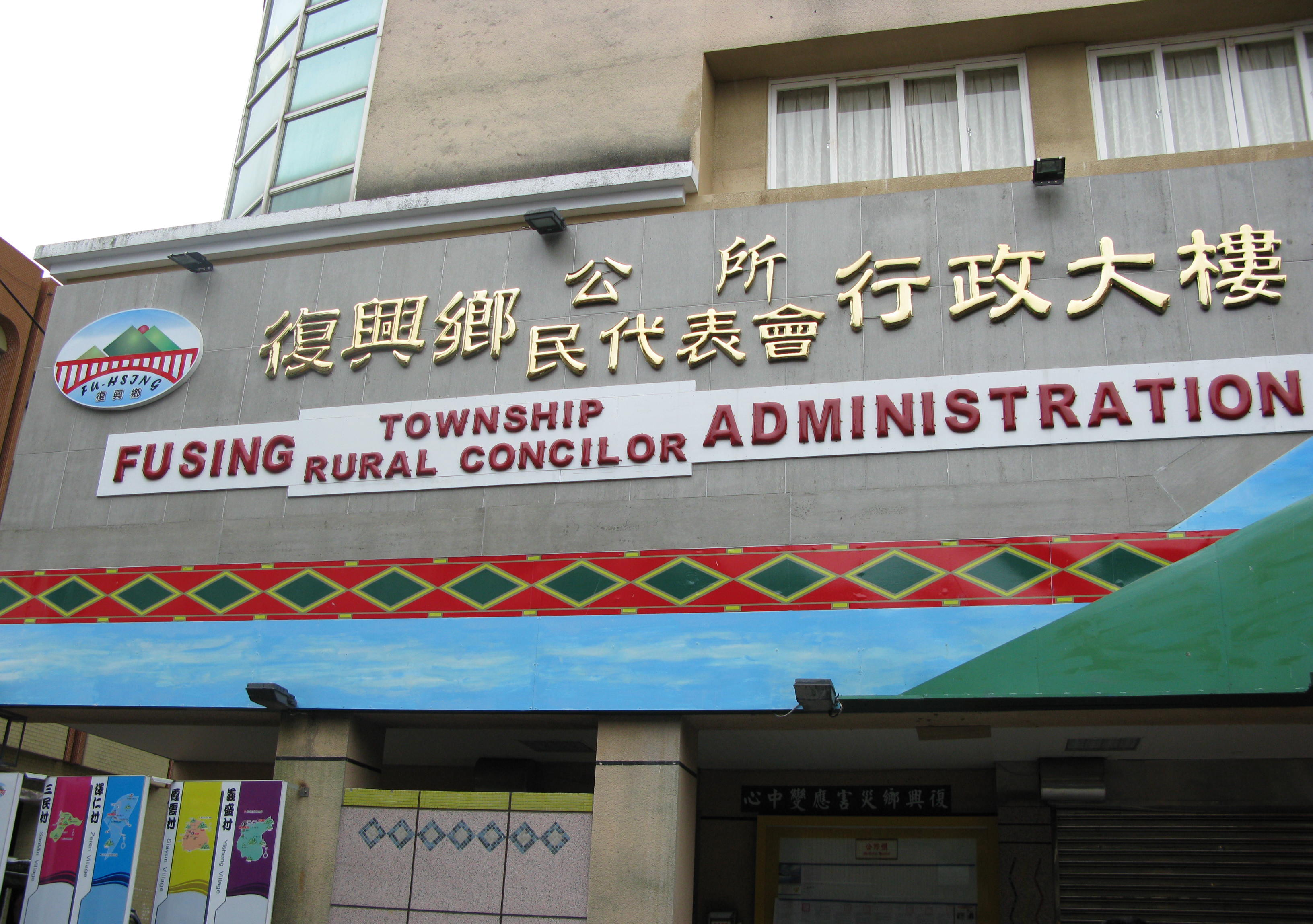